# A' Katīgoria 1964-1965
La A' Katīgoria 1964-1965 (in greco Πρωτάθλημα Α' Κατηγορίας) è stata la 26ª edizione della massima serie del campionato cipriota di calcio; si concluse con l'affermazione finale dell'APOEL, che vinse il decimo titolo della sua storia.

## Stagione

### Novità
Vista la sospensione del precedente campionato il numero di squadre e le partecipanti rimase identico a quello della precedente stagione.

### Formula
Il torneo fu disputato da undici squadre che si incontrarono in gare di andata e ritorno per un totale di venti turni per squadra.
furono assegnati tre punti in caso di vittoria, due in caso di pareggio e uno in caso di sconfitta. Non erano previste retrocessioni; in caso di arrivo in parità prevaleva il quoziente reti.

## Squadre partecipanti
| Club                | Città     | Stadio             | Stagione precedente |
| ------------------- | --------- | ------------------ | ------------------- |
| AEL Limassol        | Limassol  | Stadio GSO         | Campionato sospeso  |
| Alkī Larnaca        | Larnaca   | Vecchio Stadio GSZ | Campionato sospeso  |
| Anorthōsis          | Famagosta | Stadio GSE         | Campionato sospeso  |
| APOEL               | Nicosia   | Vecchio Stadio GSP | Campionato sospeso  |
| Apollōn Limassol    | Limassol  | Stadio GSO         | Campionato sospeso  |
| Arīs Limassol       | Limassol  | Stadio GSO         | Campionato sospeso  |
| EPA Larnaca         | Larnaca   | Vecchio Stadio GSZ | Campionato sospeso  |
| Nea Salamis         | Famagosta | Stadio GSE         | Campionato sospeso  |
| Olympiakos Nicosia  | Nicosia   | Vecchio Stadio GSP | Campionato sospeso  |
| Omonia              | Nicosia   | Vecchio Stadio GSP | Campionato sospeso  |
| Pezoporikos Larnaca | Larnaca   | Vecchio Stadio GSZ | Campionato sospeso  |

## Classifica finale
|  | Pos. | Squadra             | Pt | G  | V  | N | P  | GF | GS | DR  |
|  | ---- | ------------------- | -- | -- | -- | - | -- | -- | -- | --- |
|  | 1.   | APOEL               | 54 | 20 | 16 | 2 | 2  | 68 | 23 | +45 |
|  | 2.   | Olympiakos Nicosia  | 47 | 20 | 13 | 1 | 6  | 57 | 36 | +21 |
|  | 3.   | AEL Limassol        | 47 | 20 | 13 | 1 | 6  | 52 | 35 | +17 |
|  | 4.   | Omonia              | 45 | 20 | 10 | 5 | 5  | 48 | 35 | +13 |
|  | 5.   | Anorthōsis          | 43 | 20 | 9  | 5 | 6  | 39 | 26 | +13 |
|  | 6.   | Apollōn Limassol    | 40 | 20 | 7  | 6 | 7  | 31 | 34 | -3  |
|  | 7.   | Nea Salamis         | 37 | 20 | 5  | 7 | 8  | 33 | 42 | -9  |
|  | 8.   | EPA Larnaca         | 36 | 20 | 7  | 2 | 11 | 31 | 40 | -9  |
|  | 9.   | Alkī Larnaca        | 34 | 20 | 4  | 6 | 10 | 28 | 40 | -12 |
|  | 10.  | Pezoporikos Larnaca | 29 | 20 | 2  | 5 | 13 | 21 | 39 | -18 |
|  | 11.  | Arīs Limassol       | 28 | 20 | 3  | 2 | 15 | 23 | 81 | -58 |

### Verdetti
- APOEL campione di Cipro e qualificato alla Coppa dei Campioni 1965-1966.
- Omonia qualificato alla Coppa delle Coppe 1965-1966 per la vittoria della Coppa di Cipro.

## Statistiche
Capocannoniere del torneo fu Kostakis Pierides dell'Olympiakos Nicosia con 25 reti.